# Tadeusz Mazowiecki
Tadeusz Mazowiecki (Płock, 1927. április 18. – Varsó, 2013. október 28.) lengyel író, újságíró, kereszténydemokrata politikus, „a Lengyel Népköztársaság utolsó és a szabad Lengyelország első miniszterelnöke…”
Jogi egyetemet végzett. Az 1950-es évek közepén katolikus klubot alapított és katolikus folyóiratot indított. 1980-ban, a gdański hajógyári sztrájkok idején Lech Wałęsa egyik közeli tanácsadója volt. Részt vett a Szolidaritás szakszervezet létrehozásában, főszerkesztője volt a Szolidaritás hetilapjának. A Jaruzelski-féle szükségállapot (1981) idején internálták.
Az 1989 nyári parlamenti választáson a pártállam látványos vereséget szenvedett, ekkor lényegében a Szolidaritás jelöltjeként Mazowiecki lett a kormányfő. Miniszterelnöksége alatt zajlottak le a rendszerváltás első legfontosabb lépései, köztük az államforma megváltoztatása. Miután Wojciech Jaruzelski államelnök lemondott, az új elnökválasztáson Mazowiecki is indult, de Lech Wałęsával szemben alulmaradt. Ekkor lemondott miniszterelnöki címéről. Az 1990-es években többek között a Szabadság Unió elnöke és három cikluson át képviselő volt. A balkáni háború idején az ENSZ emberjogi különmegbízottjaként működött.